# Green Mountain Falls
Green Mountain Falls é uma vila localizada no estado americano do Colorado, no Condado de El Paso e Condado de Teller.

## Demografia
Segundo o censo americano de 2000, a sua população era de 773 habitantes.
Em 2006, foi estimada uma população de 791, um aumento de 18 (2.3%).

## Geografia
De acordo com o United States Census Bureau tem uma área de 3,0 km², dos quais 3,0 km² cobertos por terra e 0,0 km² cobertos por água.

## Localidades na vizinhança
O diagrama seguinte representa as localidades num raio de 24 km ao redor de Green Mountain Falls.